# 恐怖主义与哈萨克斯坦
相对于中亚地区的其他国家，哈萨克斯坦在中亚地区面临的恐怖主义威胁较小，对国内社会以及边境的控制能力也较强，本国经济状况也较好。911事件以来，哈萨克斯坦与外国展开了密切和广泛的合作，共同打击国际恐怖主义。

## 取缔恐怖组织
2006年10月12日，哈萨克斯坦最高法院核准了经过修正的遭到取缔的恐怖组织名单，并且检察总长对外发布了这份名单。遭到哈萨克斯坦政府取缔的恐怖组织包括：乌兹别克斯坦伊斯兰运动、伊扎布特、中亚圣战者联盟（Jamaat of Central Asian Mujahedins）、东突厥斯坦伊斯兰党（Islamic Party of Eastern Turkestan）、库尔德工人党、土耳其灰狼党（Boz Kurt）、科威特社会变革协会、虔诚军、安萨尔联盟（Asbat an-Ansar）、基地组织、塔利班和穆斯林兄弟会。起初最高法院在2006年3月制定这张列表时，批评者声称穆斯林兄弟会和虔诚军并没有在哈萨克斯坦有活动。而检察总长办公室新闻秘书Saulebek Zhamkenuly说“制定这张表并没有规定这些组织在哈萨克斯坦有活动。禁止这些组织在哈萨克斯坦进行活动是一种预防措施。这些组织已经被俄罗斯、美国、土耳其、乌兹别克斯坦和巴基斯坦认定是恐怖组织。”
最高法院在2006年11月17日将奥姆真理教和东突厥斯坦解放运动加入了这张名单。这两个组织在哈萨克斯坦都有成员活动。

### 恐怖组织之间的联系
伊扎布特已经在乌兹别克斯坦、塔吉克斯坦和吉尔吉斯斯坦遭到政府取缔。在伊扎布特在2006年7月19日宣称将对吉尔吉斯斯坦警察发动圣战之后，吉尔吉斯斯坦宣布禁止伊扎布特在本国活动。吉尔吉斯斯坦和乌兹别克斯坦的官员宣称伊扎布特、乌兹别克斯坦伊斯兰运动和激进的伊斯兰组织“艾克拉米亚（Akromiya）”之间存在联系。2005年3月16日，哈萨克斯坦检察总长 Rashid Tusupbekov要求阿斯塔纳法院因为伊扎布特从事恐怖活动而禁止其活动。Tusupbeko的新闻秘书说：“伊扎布特很有可能与塔利班、基地组织和其他极端组织由联系。此外，在哈萨克斯坦的法律禁止极端主义，我们很有理由禁止伊扎布特在哈萨克斯坦的领土上进行活动。”

### 奥姆真理教和东突厥斯坦解放运动
哈萨克斯坦反恐部门办公室主任Askar Amerkhanov在2006年9月15日要求检察总长办公室和最高法院将奥姆真理教和东突厥斯坦解放运动列入恐怖组织列表中。Amerkhanov声称国家安全委员会已经阻止了奥姆真理教在克孜勒奥尔达成立分部的企图。
哈萨克斯坦最高法院在2006年11月17日将这两个组织列为恐怖组织，

### 基地组织和乌兹别克斯坦伊斯兰运动
2004年3月28日和4月1日，乌兹别克斯坦首都塔什干发生了两起自杀式爆炸袭击事件，导致47人丧生，其中33人是安全部队成员，14人是路人和警察。与基地组织有关的“乌兹别克斯坦伊斯兰运动”和“伊斯兰圣战”组织宣传对恐怖袭击负责。乌兹别克斯坦总统卡里莫夫宣称制造爆炸袭击的人都曾是伊扎布特的成员。
乌兹别克斯坦情报部门证实“中亚圣战者联盟”也卷入了恐怖袭击。塔什干警方在其中的一处爆炸现场发现了一部手机，之后警方发现恐怖分子之前联系过位于哈萨克斯坦的同伙。两国警方之后统一共同合作以调查这起炸弹袭击事件。
美国智库“欧亚集团”分析人士坦雅•卡斯特罗的说法，在美国、吉尔吉斯斯坦、乌兹别克斯坦和哈萨克斯坦的打击之下，乌伊运已经基本被摧毁了。
尽管没有报道显示基地组织在哈萨克斯坦有直接活动，在2004年2月美国国防部长拉姆斯菲尔德和哈萨克斯坦国防部长Mukhtar Altynbayev进行会晤之后的一场新闻发布会上还是有记者提出了相关问题。Altynbayev对基地组织在哈萨克斯坦有活动表示怀疑，声称哈萨克斯坦国内的反恐局势“被情报部门严密掌控着。”

### 哈马斯
“哈萨克斯坦穆斯林联盟”在2006年邀请哈马斯领导人访问哈萨克斯坦。

### 伊扎布特
伊扎布特最早在上世纪90年代在哈萨克斯坦南部出现。在2000年位于阿斯塔纳的Kaganat宗教培训中心神职人员Beibut Saparaly在2005年3月说：“将哈萨克斯坦建立成一个哈里发政权的思想在很多年轻人中得到支持。多年之前，我们听说伊扎布特在奇姆肯特和巴甫洛达尔有人支持。但之后，尤其是在古尔邦节过后一段时间，我们听说在阿拉木图的所有清真寺内都有人散发伊扎布特的传单。” 多年以来哈萨克斯坦警方一直在该国南部逮捕伊扎布特成员，但直到2004年才在该国北部逮捕了第一名伊扎布特成员。伊扎布特在该国南部受到欢迎主要是因为当地人口的社会和经济情况。哈萨克斯坦国内一名记者在文章中分析称文盲、贫困以及邻国国内的麻烦使得各种各样的所谓“老师”在当地可以很自由的活动，并且及时哈萨克斯坦政府打掉了伊扎布特的某一个地方领导机构，很快其他的组织就会接替。
2005年3月17日，哈萨克斯坦检察总长 Rashid Tusupbekov要求最高法院将伊扎布特列为恐怖组织，因为该组织和基地组织及塔利班有联系。
2003年11月，哈萨克斯坦警方在奥达巴斯广场逮捕了20岁的学生Kuanysh Bekzhanov，此人被控在公众场合发放伊扎布特的宣传手册。在进一步的调查之后，警方发现了200份伊扎布特的传单。最终奇姆肯特法院判处其2年监禁。
2004年塔什干系列爆炸案发生之后，乌兹别克斯坦指责伊扎布特也卷入了这场恐怖袭击之中。根据嫌犯交代，他们在位于哈萨克斯坦的训练营接受了训练。哈萨克斯坦政府否认了这一说法，但声称这些嫌犯曾在奇姆肯特呆过一段时间，之后他们通过非法越境手段来到乌兹别克斯坦。
2005年2与5日，哈萨克斯坦警方在肯套市一处居民住宅的阁楼上查获一批关于伊扎布特的书籍和传单。这些书籍有乌兹别克语、俄语和哈萨克语版本。警方指控该住宅所有者涉嫌传播带有极端思想的书籍和煽动宗教仇恨。根据《欧亚每日观察》的记者Marat Yermukanov的说法，警方的报告显示这名居民从市场上够得这些宣传物品，并在肯套市传播关于伊扎布特的学说和思想。肯套市对伊扎布特的来说很容易发展，因为当地经济状况不佳并且政府“不关心当地居民的困境”。Yermukanov说警方的大部分突袭行动都是针对伊扎布特的。
3天之后，阿拉木图警方关闭了一处伊扎布特印制宣传物品的窝点，查获12400份传单和53份手册。
南哈萨克斯坦州内务部部长Hibratulla Doskaliyev批评政府对伊扎布特越来越受欢迎这一趋势的应对方式。Doskaliyev说：“伊扎布特越来越受民众欢迎，这一情况是非常严重的事情，而在政府部门中只有14名官员处理这一情况，这完全不够。”政府部门之后增加了监控伊扎布特活动的人手。
独联体国家反恐中心第一副主席Beksultan Sarsenov声称伊扎布特和维吾尔族民族主义分子是哈萨克斯坦最大的安全威胁。Sarsenov说一小撮宗教狭隘主义人士以及民族主义分子“认为这个国家仅仅是哈萨克族的国家”，而“俄罗斯族民族主义分子认为他们对哈萨克斯坦的某些地区拥有控制权”，这些思想威胁了哈萨克斯坦的国家安全。
2005年12月，哈萨克斯坦国家安全委员会（KNB）将恐怖分子嫌疑人Rustam Chagilo引渡至俄罗斯。在2006年4月，KNB成员在该国南部江布尔州塔拉兹是逮捕了一名乌兹别克族男子，此人被怀疑是伊扎布特成员。KNB指控其涉嫌在乌兹别克斯坦[罕市组织里一个伊扎布特分支机构，并将其引渡回了乌兹别克斯坦。
2006年12月22日，KNB发言人Kenzhenbulat Beknazarov在阿斯塔纳宣布当局捣毁了一个伊扎布特活动网络，这一网络在多个城镇都有活动。该发言人说：“我们在搜查行动中查获了多台电脑、大约70本关于宗教极端思想的书籍、超过25000份宣传手册，还有一台先进的印刷设备。”当局同时还破获了一条用来偷运非法书籍以及转移外国援助资金的路线。

### 中亚圣战者联盟
2004年，KNB官员声称他们已经捣毁了中亚圣战者联盟。但是，在2006年，他们再次声称挫败了由JMCA精心策划的恐怖袭击阴谋。

#### 2004年
KNB第一副主席Vladimir Bozhko在2004年11月11日的一次新闻发布会上宣布KNB已经捣毁了JMCA，逮捕了9名哈萨克斯坦公民和4名乌兹别克斯坦公民。警方收缴了一批武器、伪造的文件、一份本·拉登演讲的录像带还有一些宣传极端思想的宣传物品。警方同时拘捕了4名受训成为自杀式炸弹袭击者的女子。当局发现JCAM自2002年已经招募了50名乌兹别克斯坦公民和20名哈萨克斯坦公民。JCAM乌伊运一样，和基地组织有关联。
在JCAM组织内，由Zhakshybek Biimurzaev领导在哈萨克斯坦的行动，而Ahmad Bekmirzaev领导在乌兹别克斯坦的行动。这两人之前都参加过乌伊运。Biimurzaev已经在乌兹别克斯坦警方和吉尔吉斯斯坦国家安全部的联合行动中被捕。而在当年3月30日，Bekmirzaev在塔什干附近与警察的交火中被击毙。
根据德国之声和乌兹别克斯坦的报道，在那些被控与2004年塔什干恐怖袭击有关的嫌犯中，有15人在巴基斯坦的南瓦济里斯坦、哈萨克斯坦南部奇姆肯特市的一处私人住宅以及哈萨克斯坦其他城市接受过训练。KNB第一副主席Vladimir Bozhko不同意这种说法，说：“在哈萨克斯坦的领土上没有用来训练恐怖分子的训练营和基地。”

#### 2006年
2006年1月，多名被判有罪的JMCA成员被判处8年至25年的监禁。
2006年4月18日，哈萨克斯坦总统纳扎尔巴耶夫说哈萨克斯坦国家安全委员会需要付出更多的努力以保护国家安全。负责反恐事务的国家安全委员会成员Sergei Minenkov在KNB与内务部的一次联合行动1天后发表声明声称JCAM “是一个用来进行恐怖主义活动的犯罪组织。”这场行动阻止了一次大规模恐怖袭击，并再次沉重打击了JCAM，据称哈萨克斯坦的安全部门得到了一个不愿透露的外国情报机构的帮助。一些人认为Minenkov的声明是作为对纳扎尔巴耶夫批评的回应。
Minenkov宣称这起恐怖袭击阴谋原计划准备对安全部门办公室、政府办公大楼和公共安全设施进行炸弹袭击。在阿拉木图，有10名JCAMC成员被捕，警方还收缴了一批武器和宣扬极端主义的书籍和录音带。这些人被捕时正在招募哈萨克斯坦公民并准备建立活动基地。这些人都受到关于“煽动宗教仇恨”和非法持有武器的指控。
当局采取这次行动时，据报道Minenkov的说法JCAM正在“关注吉尔吉斯斯坦的政治局势。”警方查获的一封信中显示境外的恐怖主义思想家推荐JCAM袭击公共场所以及具有战略重要性的基础设施。警方还查获了一些关于如何爆破建筑物的示意图以及标有目标位置的地图。
11月16日，KNB在斯捷普诺戈尔斯克查获并捣毁了一个恐怖主义团体。KNB逮捕了11名伊斯兰恐怖分子，这些人真准备发动袭击以企图在中亚建立一个伊斯兰共和国。在安全部门的行动中一名恐怖分子开枪拒捕。1 2月27日，KNB在斯捷普诺戈尔斯克再次破获了一个恐怖组织，收缴了一批武器和关于恐怖主义的宣传物品。该组织正计划抢劫一些企业以为今后对国家工作人员进行暗杀提供资金。

#### 2011年
2011年7月，9名涉嫌卷入在哈萨克斯坦西北阿克托比杀害两名警察的人在与警方交火中被击毙，一名哈萨克斯坦特种部队成员也在枪战中丧生。
这起交火事件发生在哈萨克斯坦史上第一宗自杀式爆炸袭击数周之后。5月17日，Rahimjan Makhatov 在阿克托比的KNB办公楼内引爆了身上的炸药，本人当场死亡，还导致另外两人受伤。当局政府声称这起事件和犯罪活动而不是恐怖主义有关。
2011年11月，在哈萨克斯坦南部城市塔拉兹，4名警察和安全部队成员以及1名平民在一起袭击中丧生。当时一名袭击者在一处军火库打死了一名安全部队成员，并盗走了两支枪械。随后袭击者使用这两支枪打死了两名警官。最后在警方进行围捕时引爆了身上的炸弹，导致另一名警官丧生。

### 伊斯兰传道会
伊斯兰传道会是一个伊斯兰教传教机构，该组织在乌兹别克斯坦遭到当局禁止，据称该组织与基地组织有关。该组织并没有被哈萨克斯坦政府认定是恐怖组织，但该组织的一些成员由于在传教活动违反哈萨克斯坦的法律而被罚款甚至是被驱逐出境。哈萨克斯坦反恐部门办公室主任Askar Amerkhanov说：“的确一开始我们怀疑该组织是一个极端主义组织。但是在研究了该组织的学说之后我们得出结论，该组织仅仅只是一个伊斯兰教传教组织。这一组织的问题在于它的支持者在进行布道活动中并没有向当局注册申报。“哈萨克斯坦司法部宗教事务委员会副委员长Kairat Tulesov说：“伊斯兰传道会的支持者仅仅只是需要遵守哈萨克斯坦的法律，然后他们就可以不受妨碍的继续进行活动，”

## 俄罗斯族的分裂主义
1999年11月，KNB在厄斯克门逮捕了22人，其中12人是俄罗斯公民。这些人计划推翻政府。当局缴获了一些步枪子弹和汽油炸弹。2000年6月8日，厄斯克门法院认定其中的13人（11名俄罗斯公民和2名哈萨克斯坦公民）涉嫌计划推翻当地政府并非法持有武器。法院判处该团伙首领Vladimir Kazimirchuk18年监禁。Kazimirchuk被法院认定计划在哈萨克斯坦东部建立一个俄罗斯族的独立国家。
乌斯季卡面诺戈尔斯克市议员Alexander Shushannikov批评这次审判，声称这些并没有因为实际行动而被定罪，他们的罪行只是流于他们的意图。他称这是一次“作秀性质的审判”。

## 阿拉木图飞机爆炸阴谋
2005年5月12日，一名机场工作人员在一家从莫斯科飞往阿拉木图的波音737客机的行李舱内发现一枚炸弹。这颗炸弹被发现时正发出滴答的声响并且上面还有电线。安全部队成员成功处理了这颗炸弹。

## 国家恐怖主义
保护记者协会能够证实三宗哈萨克斯坦政府骚扰和恐吓记者以使其保持沉默的案子。.2000年，两架家与哈萨克斯坦共和人民党有关的报纸被政府关停。当局政府还逮捕了两名工作人员，指控他们“侮辱总统”。
反对派领导人Zamanbek Nurkadilov在哈萨克斯坦总统选举前大约1个月时间的2005年11月17日被发现身亡。Zamanbek Nurkadilov的朋友及政治盟友Altynbek Sarsenbayev则在2006年2月13日被发现身亡。  反对派指责Zamanbek Nurkadilov是被KNB谋害的，而警方宣称他死于自杀。然而支持自杀说和谋杀说的证据都没有被提供。

## 国际合作

### 中国
中哈两国同为上海合作组织的成员国，在反恐方面有非常密切的合作。哈萨克斯坦一贯将拘捕的维吾尔族恐怖分子嫌犯引渡至中国， 并且在2006年参加了一次大规模的联合反恐演习。
2005年7月2日，一个中国国家主席胡锦涛为领导的150人规模的代表团在结束了对俄罗斯为期4天的访问后到访哈萨克斯坦。中国政府发布了一份新闻稿宣布中哈两国将在能源和安全方面“深化合作关系”。在欢迎仪式上胡锦涛会见了纳扎尔巴耶夫。两国元首讨论了反恐、能源和运输方面的议题。
2006年8月24日至26日，中哈两国政府举行了一场代号“天山-1号（2006）”的联合反恐军事演习。演习是在上海合作组织框架下进行的。第一阶段在哈萨克斯坦阿拉木图州进行，第二阶段在中国新疆维吾尔自治区伊宁市进行。这场演习是中哈两国首次举行反恐军事演习。同一时间，集安组织在里海地区也进行了军事演习。
这次军事演习持续了3天时间。参加军演的部队包括哈萨克斯坦的边境卫队、内务部、紧急情况部以及中方的武警部队。在演习中，在解救完人质之后，700名各部队成员使用武装直升机和防暴车辆将“敌军”赶往中哈边境地区一条狭窄的河谷内并最终将其歼灭。大约100名来自上海合作组织其他成员国的观察员同时参加了演习。
一些分析人士指出这场军事演习演练的是保护中哈石油管道的安全。每年哈萨克斯坦通过这条管道将350万吨石油运往中国，而且准备将运量提高到每年2000万吨。
哈萨克斯坦战略研究所高级研究员康斯坦丁•瑟罗耶日金说：“中哈两国面临着很多共同的威胁，并且已经危害到两国的利益。两国面临的威胁包括毒品走私、非法移民、宗教极端主义和政治极端主义。这场军事演习是反恐军事演习，针对的是国际恐怖主义。为什么两国不应该举行呢？如今阿富汗的形势一团糟。两国必须针对这一情况进行联合军事演习。此外，这场军演并不是两国第一次的联合反恐军演。上一年，或者是前一年，两国进行过指挥室演习，这毋庸置疑。”哈萨克斯坦已经在和平伙伴计划下举行过与北约国家的反恐联合军演，也举行过集安组织的反恐联合军演。
中国公安部副部长及中方参演部队指挥官孟宏伟警告由暴力恐怖势力、民族分裂势力和宗教极端势力组成的“三股势力”以及跨境毒品走私已经对该地区产生了不良影响。孟宏伟说：“上海合作组织地区“三股势力”活动仍旧猖獗，加强安全合作、维护地区安全与稳定，仍旧是上海合作组织的一个长期和艰巨的任务。孟宏伟说，这次演习充分体现了上合组织成员国打击由恐怖主义、分裂主义和极端主义组成的“三股势力”高度一致的立场和决心，对于震慑和打击本地区“三股势力”，强化上海合作组织在维护地区安全与稳定方面的作用，探索安全合作的新途径，积极应对国际和地区局势面临的新挑战都有着重要的意义。

### 俄罗斯
俄罗斯国防部第一副部长及俄军总参谋长巴卢耶夫斯基在2006年2月独联体成立15周年纪念活动前向阿塞拜疆、亚美尼亚、白俄罗斯、哈萨克斯坦、吉尔吉斯斯坦、塔吉克斯坦、乌兹别克斯坦和乌克兰的总参谋长发表演说。他呼吁这些国家联合起来对抗“恐怖主义、跨境犯罪和毒品走私。”格鲁吉亚、摩尔多瓦和土库曼斯坦没有派代表参加会议。
与此同时，哈萨克斯坦将逮捕了恐怖分子嫌犯引渡至俄罗斯。俄联邦国家安全局FSB和哈萨克斯坦国家安全委员会KNB的特工在哈萨克斯坦的一次联合行动中逮捕了Vakha Izmailov，此人涉嫌参与了别斯兰人质事件及其他在印古什共和国发生的袭击事件。KNB之后将其移交给了FSB。

### 美国
哈萨克斯坦在地区反恐问题以及美国主导的伊拉克战争等问题上与美国采取合作态度，这引起了美国国防部长拉姆斯菲尔德等美国官员的赞赏。美国总统布什称哈萨克斯坦“是美国在中亚的战略性伙伴”并声称美国希望扩大与哈萨克斯坦的反恐合作。
在911事件发生之后，哈萨克斯坦总统纳扎尔巴耶夫致信美国总统布什，表达了“对造成如此多的人员伤亡的恐怖袭击表示愤慨。”并且“文明社会必须团结起来并采取有效措施打击国际恐怖主义。所有哈萨克斯坦人对美国人在这场悲剧中所遭受的悲痛表示同情。”
在911事件之后，美国中情局官员会见了哈萨克斯坦安全部门官员，督促其“采取一切必要措施保护在哈萨克斯坦的美国公民的安全”。哈萨克斯坦国家安全委员会主席Marat Tazhin保证哈萨克斯坦政府会“采取强硬措施，将移居到哈萨克斯坦国内的非法人员驱逐出本国”。
根据防务信息中心的报道，哈萨克斯坦政府“非常支持美国主导的反恐战争”。该国政府允许美国使用本国一座主要机场以用于“持久自由”行动，还批准了超过800架次的美军飞机过境哈萨克斯坦领空。防务信息中心还指出该国政府要求本国安全部队“加大对美国政府设施及美国公司投资的石油设施的保护力度”并且保证会“冻结那些列在美国政府指定的恐怖分子资产冻结名单上的恐怖分子资产。”美国政府在2002年向哈萨克斯坦政府提供了5200万美元。这一数字在2003年为4700万，2004年为3620万。此外，美国政府在2003年还在对哈萨克斯坦的援助项目上投入了9200万美元。
在位于古巴的美军关塔那摩湾拘押中心内法外关押有3名哈萨克斯坦公民：Yaqub Abahanov, Abdulrahim Kerimbakiev和Abdallah Tohtasinovich Magrupov。这三人都出生于塞米伊市，被控与塔利班有联系。此外，被关押在关塔那摩的乌兹别克斯坦公民Ilkham Turdbyavich Batayev出生地是哈萨克斯坦。
2001年12月19日欧洲大西洋合作理事会各国防长会议期间，哈萨克斯坦国防部部长及哈萨克斯坦陆军总指挥Mukhtar Altynbayev发表了一次演讲，在演讲中他说道：“911袭击表明国际恐怖主义是没有边界的，并且使对全世界各国的一种威胁。”他再次重申哈萨克斯坦将会继续打击恐怖主义并“惩罚”恐怖分子及其资助者。
一名哈萨克斯坦国防部高级军官声称美国政府已提出使用在塔拉兹和塔尔迪库尔干的空军基地，用于其在中亚的反恐行动。但自由欧洲电台记者Ibragim Alibekov称纳扎尔巴耶夫对美国反恐行动的支持持小心谨慎的态度，并且“在落实具体方案的情况上犹豫不决”。
美国试图在哈萨克斯坦建立空军基地的举措遭到了俄罗斯国防部长谢尔盖·伊万诺夫和俄罗斯国家杜马发言人Gennady Seleznev的批评。伊万诺夫声称美国的举动是不合理的。
哈萨克斯坦国防部内的一名不愿透露姓名的专家说：“哈萨克斯坦能向反恐军事行动提供的所有援助有：允许美军使用我们的机场、向美军开放领空和共享情报，共享情报对哈萨克斯坦的风险是最小的。允许美军使用我们的机场意味着与塔利班发生直接对抗，这并不有利与我们国家。”一名不愿透露姓名的外交部高级官员说由美国在阿富汗进行空袭所带来的难民潮“是一个麻烦，但更大的麻烦是恐怖分子和民兵武装化装成难民逃往北面。”哈萨克斯坦欧亚大学国际关系学院院长Murat Abdirov教授说“哈萨克斯坦不能脱离国际反恐阵营，但是我们必须小心行事。”
哈萨克斯坦已经为军事行动提供了一座主要的空军基地。但三年之后，随着美国在阿富汗打击塔利班活动的军事行动仍在继续，美国中央司令部司令约翰·阿比扎伊德在2005年3月3日说美国“并不期待在哈萨克斯坦设立空军基地，除非哈萨克斯坦政府由于当地出现局势紧张而要求美军在该国设立军事基地。”

### 乌兹别克斯坦
尽管乌兹别克斯坦指责涉嫌2004年塔什干恐怖袭击的恐怖分子在哈萨克斯坦南部接受过训练而哈萨克斯坦则否认这一指控，但两国之间的反恐合作还是很密切的，因为两国都面临着恐怖主义威胁。
纳扎尔巴耶夫在一次对乌兹别克斯坦的国事访问中告诉卡里莫夫总统乌兹别克斯坦政府对2005年5月12日至13日发生在安集延的暴动所进行的镇压行动有助于“保护2600万乌兹别克人的和平。如果不进行镇压，所引起的截然不同的结果在如今将会危害到该地区的稳定。”纳扎尔巴耶夫说由于恐怖分子当时已经占领了政府部门建筑物和监狱，卡里莫夫总统不应该采取别的应对措施，并且在过去别国政府也做出过类似应对。乌兹别克斯坦政府将这起暴动的原因归咎到那些在乌兹别克斯坦被定为恐怖组织的伊斯兰极端组织头上。乌兹别克斯坦政府估计大约有187人在事件中丧生，其中94人是恐怖分子，60人是平民，31人是警察，两人身份不明，还有76名恐怖分子被打伤，人权组织对政府的估计持有异议并指责乌兹别克斯坦安全部队杀害了700名平民。
2005年7月5日，人权观察组织呼吁哈萨克斯坦政府不要将拘留在阿拉木图的“乌兹别克斯坦人权社会”驻安集延代表Lutfullo Shamsudinov移交给乌兹别克斯坦政府。联合国难民署已经给予Shamsudinov难民身份并计划帮助其移居他国但哈萨克斯坦政府在7月4日将其拘捕。在此之前，卡里莫夫总统与其他该地区国家代表到访了哈萨克斯坦并出席上海合作组织会议。乌兹别克斯坦政府要求将Shamsudinov引渡至该国，并指控他犯有五项罪名，其中包括故意杀人罪。人权观察组织欧洲和中亚地区主管Holly Cartner说“哈萨克斯坦政府应当停止进一步行动并保护这位勇敢的人。但哈萨克斯坦当局似乎已经准备将这名难民移交给乌兹别克斯坦当局并接受拷打，这公然违背了国际法。”作为对阿拉木图公诉人办公室一名代表发表的声明的回应（这名代表称Shamsudinov为恐怖分子），Cartner说：“对Shamsudinov是恐怖分子的指控是在歪曲国际社会对恐怖主义的认识并且试图以此来阻止国际社会对Shamsudinov的支持。事实上，Shamsudinov是一个孜孜不倦地为促进乌兹别克斯坦法制化的人。” 俄罗斯政府也将一名寻求政治避难的人Rustam Muminov引渡回了乌兹别克斯坦，乌兹别克斯坦当局指控其卷入了安集延暴动并且是一名宗教极端组织成员。在2006年8月，吉尔吉斯斯坦政府将6名来自安集延的难民Jahongir Maqsudov、Yoqub Toshboev、Odiljon Rahimov、 Rasuljon Pirmatov、和Fayoz Tojihalilov引渡回了乌兹别克斯坦。
哈萨克斯坦边防管理部门在2006年10月19日开始在两国边境线上修建一条长28英里的栅栏。 纽约时报报道这条栅栏“由8英尺高并且带有倒钩以及探照灯”
哈萨克斯坦南部边境副主管Erik Roslyakov声称这条栅栏将会覆盖萨雷阿加什和马克塔拉两个区。哈萨克斯坦边防管理部门发言人Larisa Dmitriyuk声称这条栅栏“使得边防工作变得更容易一些。我们将驻守在据点内准备好使用武器，并且我们随时可以抓捕入侵者。“

### 印度
哈萨克斯坦政府谴责发生于2001年12月3日针对印度议会大厦的恐怖袭击事件，称其是“毫无正当理由的行径”。纳扎尔巴耶夫在2002年2月12日首次对印度进行了国事访问。纳扎尔巴耶夫和印度总理瓦杰帕伊发表了联合声明，重申了这一表态。纳扎尔巴耶夫说“任何形式、任何原因和任何借口的恐怖主义都是不合理的……针对恐怖主义的战斗如果要达成根除所有地区恐怖主义的目标，那么战斗将是全球化的、广泛的和持久的。”两国同意建立一个关于反恐事务的双边联合工作组，并表达了对阿富汗卡尔扎伊政府以及终结阿富汗国内恐怖主义的支持。在纳扎尔巴耶夫为期5天的访问中，他会见了印度总统纳拉亚南、副总统克里尚·坎特和反对派领导人索尼娅·甘地。

### 新加坡
哈萨克斯坦议会下院发言人Oral Mukhamedzhanov在2006年10月31日会见了新加坡总统塞拉潘·纳丹。两人讨论了国际恐怖主义和两国之间在反恐事务上加强合作等议题。

### 阿联酋
2006年11月29日，哈萨克斯坦驻阿联酋大使Askar Musinov会见了阿联酋内务部长Sayf Bin-Zayid al Nuhayyan。两人讨论了关于打击有组织犯罪、毒品走私、引渡嫌犯和打击恐怖主义方面的议题。

### 国际组织

#### 打击核恐怖主义
2006年10月30日至31日，来自澳大利亚、英国、加拿大、中国、法国、德国、意大利、日本、哈萨克斯坦、俄罗斯、土耳其和美国的代表在摩洛哥首都拉巴特举行会晤以讨论保护各国核材料并防止核材料被恐怖分子盗取的事项。这场会议是“打击核恐怖主义全球倡议”框架下的首次会议。而该倡议的第一步是发表一份原则声明。在苏联解体后，哈萨克斯坦根据纳恩-卢格减少威胁合作计划放弃了其境内的核武器。一名匿名的美国官员声称这份倡议的目的是使得参与国“建立一个组织恐怖组织获取敏感核材料的能力。”

#### 亚信会议
亚洲相互协作与信任措施会议（简称亚信会议，CICA）成员国的官员2002年1月在阿拉木图进行了第一次会议。6月4日，与会各方发表了“关于消除恐怖主义和促进文明对话的宣言”。这份宣言谴责所有恐怖主义活动，称恐怖活动是“对人权的直接侵犯”并承认“世界上所有的宗教都反对暴力和恐怖主义”。这份宣言还表达了对联合国安理会1373号决议的支持。

#### 研讨会
哈萨克斯坦政府参加了2002年9月30日至10月1日在比什凯克和10月2日及3日在阿斯塔纳举行的关于打击洗钱和恐怖主义融资的研讨会。与会人士还包括来自联合国毒品控制和犯罪预防办公室旗下的反洗钱全球计划、欧安组织、国际货币基金会、吉尔吉斯斯坦、奥地利、加拿大、克罗地亚等国家和国际组织的官员、立法专家和警官。这次研讨会是2001年12月在比什凯克举行的关于中亚地区安全事务的会议上通过的行动计划的一部分。
在阿斯塔纳，哈萨克斯坦国家安全委员会副主席提出倡议，要求哈萨克斯坦政府通过一部关于禁止洗钱活动的法律，以满足联合国提出的在2003年之前在所有成员国禁止洗钱活动的目标。与会人士建议哈萨克斯坦和吉尔吉斯斯坦通过修订法律和对相关机构进行改革以使得两国能更好的打击非法金融活动。

#### 国际大会
2003年2月13日，在阿拉木图举办的国际和平与和谐大会上，基督教、犹太教和伊斯兰教领导人会见了哈萨克斯坦总统纳扎尔巴耶夫、吉尔吉斯斯坦总统巴基耶夫、塔吉克斯坦总统拉赫莫诺夫以及来自阿塞拜疆、阿富汗和土耳其的高级政府官员。美国总统布什在2月12日致信纳扎尔巴耶夫总统，信中写道：“美国非常支持这场会议的目标，即不同国家和信仰的人群之间通过对话以促进和平与稳定。所有爱好和平的人都对于提高宗教自由与互相宽容、消除仇恨以及消除恐怖主义威胁深感兴趣。”
超过70名犹太教领导人参加了这次会议，包括美国“犹太人主要组织主席联议会”常务副主席Malcolm Hoenlein和主席 Mortimer Zuckerman。Zuckerman表达了对所有与会人士参与打击一切形式恐怖主义和基地组织的感激。
多名美国参议院和众议院成员分别致信表示对这场会议的支持，称这场会议“对全世界范围内反对极端主义非常有意义”，并且“发出了一个强硬信号，那就是现在和未来的穆斯林世界不会被那些散播仇恨、恐惧和杀戮的人，例如基地组织所主导，而是被那些尊敬并促进和平、宽容和民主的国家和民众所主导。”与会各方统计建立一个永久性的“关于和平与稳定的论坛”，并将总部设在哈萨克斯坦。纳扎尔巴耶夫总统说该论坛“为在21世纪建立一个永久性的、以安全、稳定与和平为名的对话机制打好了基础。”拉赫莫诺夫总统说：“新的现实需要人们采取新的方式以想出一个解决问题的新原则。不同文明之间的对话必须以团结不同宗教所宣传的价值观为基础。我们不能让那些挑动不同文明之间相互敌对的企图得逞。”

#### 联合国会议
在2005年1月26日至28日，来自联合国安理会反恐委员会的官员在阿拉木图召开会议。与会官员讨论了中亚地区的恐怖主义、恐怖主义融资、洗钱、非法武器交易、非法资金转移和虚假慈善机构。俄罗斯驻联合国代表安德烈•杰尼索夫主持了会议。1月26日，杰尼索夫说：“摆在人们眼前的现实是在最近几年内无法完全根除恐怖主义的威胁。恐怖主义将以各种方式重建自己。但各国能够并且应该采取一切措施以限制恐怖主义的发展，这也是我们正在做的，并且也是我们将在会议中所讨论的。”他还说:“恐怖主义在中亚地区植根很深。”纳扎尔巴耶夫总统在开幕演讲中说：“哈萨克斯坦的国家安全与整个中亚地区的安全息息相关。而中亚地区的安全应该被视为是整个欧亚大陆安全体系乃至全球安全体系的一部分。”
集体安全组织反恐中心主任Boris Mylnikov宣布了一个被集安组织和上合组织认定的恐怖组织名单。人权观察组织向联合国安理会反恐委员会递交了一份公开信，呼吁反恐委员会的成员国认识到在打击恐怖主义的行动中重视人权的重要性。人权观察组织负责欧洲和中亚事务的主管Rachel Denber表达了哈萨克斯坦人权状况的关注。人权观察组织反对哈萨克斯坦将维吾尔族嫌犯引渡到中国，因为他们可能在中国被判处死刑。

## 批评
2004年俄罗斯《独立报》的记者采访了上合组织区域反恐中心常务委员会委员长Vyacheslav Kasymov，并在2月7日发表了采访。在采访中，Kasymov指责哈萨克斯坦政府为恐怖组织提供庇护，尤其是本•拉登旗下的基地组织，该组织在阿斯塔纳有活动。两天之后，哈萨克斯坦外交部发表声明，声称Kasymov的说法“完全与一个大型国际组织的部门主管身份相矛盾，并且为上合组织在当今国际社会的名声和地位蒙上了一层阴影。”外交部的声明还指出哈萨克斯坦政府已经签署了12份联合国反恐协定。哈萨克斯坦外交部已将Kasymov的批评定性为“不恰当的”并且“完全违背了上合组织基本文件的精神”因为“在哈萨克斯坦的领土上没有任何恐怖分子的基地和训练营。”
联合国难民署和人权观察组织批评纳扎尔巴耶夫政权将恐怖分子嫌犯引渡至邻国的做法，尤其是引渡至乌兹别克斯坦。人权观察组织声称这些被引渡至乌兹别克斯坦的嫌犯将会面临严刑拷打。